# Diecezja Asti
Diecezja Asti (łac. Diœcesis Astensis, wł. Diocesi di Asti) – diecezja Kościoła rzymskokatolickiego we Włoszech, a ściślej w Piemoncie. Została erygowana w III wieku. Należy do metropolii Turynu. Zdecydowana większość parafii diecezji znajduje się na terenie świeckiej prowincji Asti. Jedynie trzy położone są w prowincji Alessandria, a dwie w prowincji Turyn. W latach 1950–1977 kapłanem diecezji Asti był Angelo Sodano, były dziekan Kolegium kardynałów i emerytowany sekretarz stanu Stolicy Apostolskiej.

## Główne świątynie
- Katedra: Katedra Matki Bożej Wniebowziętej i św. Gotarda w Asti

## Biskupi
- biskup diecezjalny: Marco Prastaro
- biskup senior: Francesco Guido Ravinale